# ウィリアム・ヘンリー・スミス

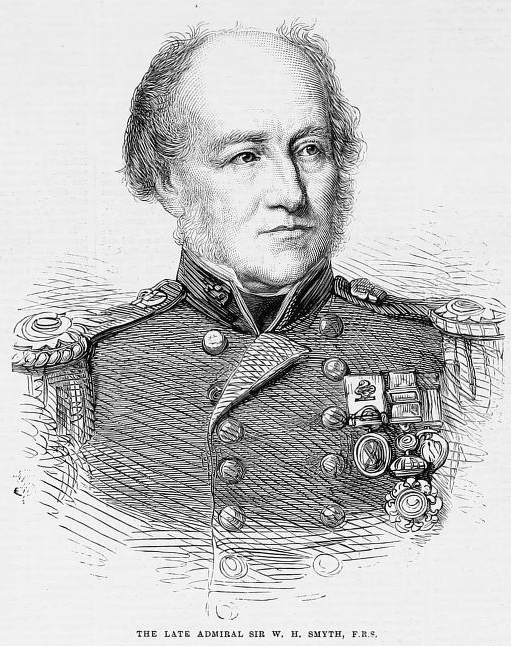
ウィリアム・ヘンリー・スミス

ウィリアム・ヘンリー・スミス（William Henry Smyth、1788年1月21日 – 1865年9月9日）は、イングランド出身のイギリス海軍士官・水路学者・天文学者。海軍士官を引退した後、私設天文台で観測を始め、ベッドフォード・カタログとして知られる、重星・星雲のカタログを作った。

## 人物
アメリカ独立によって帰国した王党派の植民者の息子として、ウェストミンスターに生まれた。ナポレオン戦争の時代にイギリス海軍に属し、地中海で働き、Admiral（大将位）に達した。1817年の水路調査航海中にシチリア島のパレルモ天文台の天文台長ジュゼッペ・ピアッツィに会ったことにより天文学への興味をもった。1825年に海軍を退役し、ベッドフォードに私設天文台を建設し、5.9インチの反射望遠鏡で観測を行った。1844年に著書 the Cycle of Celestial Objects を出版した。その第2巻はベッドフォード・カタログとして知られ、スミスの観測した1600あまりの二重星、星雲が収録された。1845年に王立天文学会ゴールドメダルを受賞した。
また、1854年には、地中海における海域測量の功績に対して、王立地理学会から金メダルを贈られた。
月の海スミス海は、スミスの功績を称えて命名された。
息子のチャールズ・ピアッツィ・スミスも天文学者となった。

## 家族
ウィリアム・スミスは、ロンドンのウェストミンスターにあるグレート・ピーター通り42番地 (42 Great Peter Street, Westminster) に生まれた。彼は、父ジョセフ・スミス (Joseph Smyth) と母ジョージア・キャロライン・ピット・ピルキントン (Georgina Caroline Pitt Pilkington) の間のひとり息子だったが、母は、いずれもジョナサン・スウィフトの弟子であったアイルランドの作家レティティア・ピルキントンとその夫マシュー・ピルキントンの孫娘にあたった。ウィリアムの父は、もともとは合衆国独立前のニュージャージー植民地に住んでいた。しかし、父ジョセフはロイヤリスト（英国忠誠派）であったため、アメリカ独立戦争の際にイングランドへ逃れ、そこで息子が生まれたが。程なくして父は死去してしまった。有名な画家で、旅行家でもあったオーガスタス・アールは、ウィリアムの異父弟である。
ウィリアムは、1815年10月7日に、同じ歳でともに27歳だったイライザ・アン・"アナレラ"・ウォリントン (Eliza Anne "Annarella" Warington) と、メッシーナで結婚した。夫妻の間には、1816年から1835年にかけて11人の子どもが生まれた。このうち息子3人は、チャールズ・ピアッツィ・スミス、サー・ウォリントン・ウィルキンソン・スミス、サー・ヘンリー・オーガスタス・スミス将軍である。娘8人のうち長女のエリザベス (Elizabeth) は4歳で、四女のエリザベス・アン (Elizabeth Ann) は2歳で夭折し、三女のジェーン・フィービー (Jane Phoebe) は、結婚後間も無く20歳で死去し、さらに別の娘ジョセフォン (Josephone) も20歳で未婚のまま死去し、キャロライン・メアリ (Caroline Mary) は25歳で、結婚式を半月足らず先に控えた身でジフテリアのために死去した。長生した3人の娘たちのうち、ヘンリエッタ・グレイス (Henrietta Grace) は聖職者で教授であったベーデン・パウエルに嫁いで
9人の子どもを産み、そのひとりは初代男爵ロバート・ベーデン＝パウエルであった。また、ジョージアナ・ロゼッタ (Georgiana Rosetta) はサー・ウィリアム・ヘンリー・フラワーに嫁いで7人の子どもをもうけ、エレン・フィラデルフィア (Ellen Philadelphia) は、ヘンリー・トインビー大尉 (Capt. Henry Toynbee) に嫁いで、新婚早々の1855年にオーストラリアへ赴いた。エレン・フィラデルフィアは、その後、長い闘病の末、1881年に子どもを残さないまま52歳で死去した。
スミスは、1865年9月はじめに、アイルズベリー近郊の自宅で心臓発作を起こし、当初はそれから回復したように見えた。9月8日には、幼い孫息子アーサー・スミス・フラワー (Arthur Smyth Flower) に木星を望遠鏡で見せた。その数時間後の9月9日早朝に、スミスは78歳で死去した。アイルズベリー近郊のストーン (Stone) の教会敷地内に埋葬された。